# Dit is niet mijn wereld vriend
Dit is niet mijn wereld vriend is een Nederlandse televisieserie, geproduceerd door Tuvalu Media en uitgezonden door omroep PowNed op de tv-zender NPO 3. De presentatie is in handen van Charlotte Pieters. Elke aflevering nemen twee tegenpolige BN’ers een kijkje in elkaars wereld. Op die wijze bekijken ze een onderwerp vanuit een ander standpunt en worden hun vooroordelen getoetst. Over een periode van twee dagen nemen ze een kijkje in elkanders huis en nemen ze deel aan hun dagelijkse bezigheden.
De serie is vergelijkbaar met het Acali Experiment van antropoloog Santiago Genovés. Hij koos vijf mannen en vijf vrouwen met uiteenlopende achtergronden en overtuigingen, die hij 101 dagen op een vlot over de Atlantische Oceaan liet varen. Het doel van dit experiment was om te onderzoeken of de deelnemers zouden samenwerken of zich van elkaar afkeren.

## Afleveringen

### Seizoen 1
| Aflevering | BN'ers                                   | Uitzenddatum  |  |
| --- | ---------------------------------------- | ------------- |  |
| 1 | Verona van de Leur & Danny Ghosen        | 19 maart 2019 |  |
| Voormalig turnster Verona van de Leur en journalist Danny Ghosen nemen een kijkje in elkaars wereld. Een van de punten die aanbod komt is de invloed van het projecteren van prestatiedrang op je kinderen. Verder gaat de aflevering voornamelijk over vluchtelingen. |                                          |               |  |
| 2 | Marco Kroon & Stefano Keizers            | 26 maart 2019 |  |
| Militair Marco Kroon en cabaretier Stefano Keizers nemen een kijkje in elkaars wereld. In de aflevering laat Kroon zien hoe hij 'onzinverhalen in [de] media' uitknipt en thuis bewaart in een zelfgemaakte 'Wall of Shame'. Ook slaagt presentatrice Charlotte Pieters erin om Kroon een aantal uitspraken te ontlokken, zoals over zijn veroordeling voor het bezit van vier stroomstootwapens en een vermeende verkrachting tijdens een missie in Afghanistan. |                                          |               |  |
| 3 | Edwin Wagensveld & Tinkebell             | 2 april 2019  |  |
| Pegida-voorman Edwin Wagensveld & kunstenares Katinka Simonse (Tinkebell) nemen een kijkje in elkaars wereld. De aflevering gaat voornamelijk over immigranten. |                                          |               |  |
| 4 | Tim van Teunenbroek & Herman Brusselmans | 9 april 2019  |  |
| Vlogger Tim van de Teunenbroek (alias DieTim) en schrijver Herman Brusselmans nemen een kijkje in elkaars wereld. De aflevering gaat voornamelijk over de invloed van sociale media. |                                          |               |  |
| 5 | Jamal Ben Saddik & Koen Kardashian       | 16 april 2019 |  |
| Kickbokskampioen Jamal Ben Saddik en influencer Koen van Dijk (alias Koen Kardashian) nemen een kijkje in elkaars wereld. |                                          |               |  |
| 6 | Pierre Wind & Fajah Lourens              | 23 april 2019 |  |
| ADHD-kok Pierre Wind en fitnessgoeroe Fajah Lourens nemen een kijkje in elkaars wereld. |                                          |               |  |